# 成展權
成展權（英文名：Derrick Shing Chin Kuen，1988年11月7日—）、香港前男藝人，前無綫電視男藝員，已於2007年息影，現職商人。

## 簡介
成展權小時候曾為香港前童星。曾就讀馬鞍山聖若瑟小學，中一至中五曾於聖公會林裘謀中學就讀，而預科（中六至中七）曾就讀循道中學，畢業於香港城市大學政策與行政榮譽社會科學學士課程，曾於香港電台教育电视及多部香港無綫電視任何劇集演出，其中在教育電視中更是多次擔任主角，他的妹妹成珈瑩也是前香港童星。到了2006年後，成展權拍畢完成，《天幕下的戀人》後不再參與TVB拍攝的電視劇工作，他為其息影之後的告別作。

## 電視劇（無綫電視）
- 1999年：《雙面伊人》飾 梁浩東
- 2000年：《無業樓民》飾 古浪聚
- 2000年：《十月初五的月光》飾 祝健康
- 2001年：《廉政追擊—超人爸爸》飾 泉仔
- 2001年：《勇往直前》飾 康仔
- 2003年：《撲水冤家》飾 常喜朗
- 2003年：《帝女花》飾 周世顯（童年）
- 2004年：《陀槍師姐IV》飾 程浩光
- 2006年：《天幕下的戀人》飾 沈朗（少年）

## 其他
- 2011年：TVB兔年廣告：《團圓》

## 外部連結
- 成展權在香港影庫上的簡介